# Stand Up and Scream
Stand Up and Scream è il primo album in studio del gruppo musicale britannico Asking Alexandria, pubblicato il 15 settembre 2009 dalla Sumerian Records.

## Tracce
1. Alerion – 2:15
2. The Final Episode (Let's Change the Channel) – 4:02
3. A Candlelit Dinner with Inamorta – 4:04
4. Nobody Don't Dance No More – 4:00
5. Hey There Mr. Brooks (featuring Shawn Milke of Alesana) – 4:10
6. Hiatus – 1:45
7. If You Can't Ride Two Horses at Once... You Should Get Out of the Circus – 3:46
8. A Single Moment of Sincerity – 3:51
9. Not the American Average – 4:39
10. I Used to Have a Best Friend (but Then He Gave Me an STD) – 4:06
11. A Prophecy – 3:34
12. I Was Once, Possibly, Maybe, Perhaps a Cowboy King – 3:41
13. When Everyday's the Weekend – 4:23

## Formazione
Gruppo
- Danny Worsnop – voce, programmazione
- Ben Bruce – chitarra, programmazione, cori; voce (tracce 8-9)
- Cameron Liddell – chitarra, cori
- Sam Bettley – basso
- James Cassells – batteria

Altri musicisti
- Laila Lanni – cori, tastiera
- Shawn Milke – voce (traccia 5)

Produzione
- Joey Sturgis – produzione, ingegneria, missaggio, mastering
- Nick Sampson – ingegneria aggiuntiva

## Classifiche
| Classifica (2009)         | Posizione massima |
| ------------------------- | ----------------- |
| Stati Uniti               | 170               |
| Stati Uniti (heatseekers) | 4                 |
| Stati Uniti (independent) | 29                |